# HD 92029
HD 92029，又名CP-81 449，SAO 258581、HR 4161，是一颗恒星，视星等为7.07，位于銀經298.01，銀緯-20.42，其B1900.0坐标为赤經10h 32m 26.2s，赤緯-81° -20.42′ 17″。